# Glenn Ljungström
Glenn Ljungström (Göteborg, Švedska, 7. rujna 1974.) bivši je gitarist sastava In Flames. Ljungström je bio dio prvobitne postave te skupine. Napustio ju je 1997. da bi uzdržavao obitelj. Poslije se pridružio Jesperovu privremenom projektu Dimension Zero, koji je napustio 2003.

## Bivši sastavi
- In Flames – gitara (1993. – 1997.)
- HammerFall – gitara (1995. – 1997.)
- Dimension Zero – gitara

## Diskografija
HammerFall
- Glory to the Brave (1997.)

In Flames
- Lunar Strain (1994.)
- Subterranean (1995.)
- The Jester Race (1996.)
- Black-Ash Inheritance (1997.)
- Whoracle (1997.)

Dimension Zero
- Screams from the Forest (1995.)
- Penetrations from the Lost World (1997.)
- Silent Night Fever (2002.)
- This Is Hell (2003.)

## Vanjske poveznice
- Dimension Zero
- In Flames